# 完顏元
完顏元（12世纪1119年后—1149年），金朝宗室大臣，本名常胜。金太祖之孙，完颜宗峻之子，金熙宗的弟弟。

## 生平
生年没有记载，仅知其兄完颜亶生于1119年，其生年当在之后。其兄命他为北京留守，封为胙王。1147年，金熙宗赐他酒，他不能喝酒，金熙宗拿剑逼他，他逃走了。完颜亮想要篡位，想除掉有名望的完顏元。河南士兵孙进造反，自称皇弟按察大王。金熙宗怀疑完颜元和另一位弟弟完顏查剌，进一步诬陷。完顏元以谋反罪被杀。完顏查剌也一同被杀。

## 妻
撒卯，完顏元死后，金熙宗将其妻撒卯纳于宫中，欲立为后，未果，熙宗遇弑。